# 조선의 통치 기구
이 문서는 조선의 통치 기구 및 통치 제도를 다룬다. 통치 기구 및 제도에는 정치제도, 지방제도, 군사제도 등이 속한다.

## 조선의 정치 제도
조선의 정치 체제는 고려 왕조의 문무 양반체제를 답습하여 그것을 다시 개편한 것으로서, 구조와 기능 면에서 특히 절대왕권과 양반 관료 사이의 권력의 조화가 배려되었던 것으로 생각된다.
조선의 관제는 크게는 문반과 무반으로 나눌 수 있으며, 이 중에서 문반이 무거운 비중을 차지하였다. 조선왕조는 개국 직후부터 독자적인 정치규범을 만들고 이를 표준으로 하여 정치를 하였다. 개국공신 정도전이 《주례》의 통치규범을 참고하여 지은 《조선경국전》, 《경제문감》이 표준이 되어 이를 다시 조정해서 만세의 헌전(憲典)으로 만든 것이 《경국대전》이다.
조선 초기의 권력 구조는 정치를 투명하고 공정하게 운영하여 민봉정치와 공도(公道)가 실현될 수 있는 관료정치체제를 마련한 데 큰 특색이 있다. 고려시대는 대간(臺諫)이 모든 관리 임명에 대한 동의권, 즉 서경권을 갖고, 2품 이상 재상들의 합의기관인 도평의사사가 왕권을 크게 견제했는데 이는 귀족 전체적인 성격을 띠었다.
조선 시대에는 도평의사사를 없애고 대간의 인사동의권을 5품 이하에만 적용하도록 권한을 축소시켜 상대적으로 왕권이 강화되었다. 그러나 왕권은 특권귀족을 누르는 수단으로 강화된 것이기 때문에 국왕의 공인적(公人的) 지위가 강화된 것이지 개인적 권한이 높아진 것이 아니다. 국왕의 모든 행위는 사관(史官)이 낱낱이 기록하여 철저한 감시 속에 투명한 정치가 이루어지도록 제도장치가 짜여졌다.

## 지방 제도
조선의 지방행정기구도 대체로 고려의 제도를 계승·정비하여 이루어진 것으로서, 1413년(태종 13)의 개혁이 있은 뒤에는 큰 변동이 없었다. 《경국대전》에 따르면, 전국을 8도(道)로 나누고 각각 관찰사(觀察使)를 두었으며, 그 밑에 4부(府)·4대도호부(大都護府)·20목(牧)·43도호부(道護府)·82군(郡)·175현(縣)이 소속, 각각 수령(守令)이 배치되어 있었다. 도(道)의 장관인 관찰사는 고려 말기 이후 도관찰축척사(道觀察黜陟使)·도순안사(都巡安使)·아렴사(按廉使) 등으로 명칭의 변동이 있었다가 뒤에 《경국대전》에는 관찰사로 고정되었다. 한편 수령은 부윤(府尹)·대도호부사(大都護府使)·목사(牧使)·도호부사(都護府使)·군수(郡守)·현령(縣令)·현감(縣監)을 모두 일컫는 말로서, 그 품계에 높고 낮음이 있어 종2품에서 종6품까지에 걸치나, 행정상으로는 상하의 차별 없이 모두 관찰사의 관찰을 직접 받았으며, 다만 이들 수령이 겸하던 군사직(軍事職)에 따라 상하의 계통이 섰을 뿐이었다.
지방의 행정구획과 지방관의 차등은 대개 취락(聚落)의 대소(大小), 인구의 다과(多寡), 전결(田結)의 광협(廣狹) 등에 따라 결정되지만, 가끔 왕비나 총빈(寵嬪) 등의 향관(鄕貫)이든지, 또는 그 고을이 국가를 위해 공을 세웠을 때에는 보다 상위(上位)의 행정구획으로 승격되는 반면에 모반인(謀叛人)의 향관일 때에는 강등시키는 경우가 있었다. 그런데 여기서 특기할 것은 신라·고려시대에 걸쳐 존속하였던 향(鄕)·부곡(部曲)의 천민집단이 조선의 지방행정구획에서는 자취를 감추었다는 사실이다. 이것은 조선 사회가 전대에 비해 발전하고 있음을 의미한다. 현(縣) 아래로는 중앙에서 배치하는 지방관이 없이 자치적인 조직으로서 면(面)과 그 밑에 리(里)가 있었다. 그런데 한성부과 유수(留守)가 배치되던 개성부(開城府) 및 광주(廣州)·강화(江華)·수원(水原)은 경관직(京官職)으로서 중앙의 직할을 받던 곳이므로 지방관제에서는 제외되었다.
관찰사는 한 도(道)의 행정·사법·군사를 맡아보고 도내의 수령을 감독하는 권한을 가졌는데, 이를 보좌하기 위해 중앙에서 경력(經歷)·도사(都事)·판관(判官) 등이 파견되었다. 경력은 세조 때 유수부(留守府)에만 두고, 도에는 폐하여 없어졌으나 도사는 각 도에 1명씩이 배치되어 지방관의 감독·규찰(糾察) 등을 맡아보았다. 판관은 관찰사나 병사(兵使)·수사(守使)가 겸임하는 주(州)·부(府)와 기타 주요한 고을에 배치되어 실제의 행정을 담당하는 책임자였으며, 이 밖의 특수사무를 위하여 경기도에 수운판관(水運判官), 충청도·전라도에 해운판관(海運判官) 등을 둔 때도 있었다. 이 밖에 지방행정관으로서 교통행정에 관한 특수직으로 찰방(察訪)·역승(驛丞)·도승(渡丞) 등이 있었다. 관찰사와 수령의 말단 행정은 중앙의 육조와 같이 이·호·예·병·형·공의 육방(六房)에서 분담하였는데, 지방의 서리(胥吏)가 이 사무에 종사하였다. 이들은 지방행정의 실무를 담당하여 지방관과 백성들의 중간에서 부정행위를 자행하기도 하였으며, 군사 면에는 군교(軍校)가 있어서 이들이 경찰권(警察權)을 행사하였다.
지방관은 서리를 통하여 지방행정을 집행하는 한편, 그 지방의 유력자인 향반(鄕班)을 향임(鄕任)에 임용하여 지방관의 보좌역으로 삼아 서리의 악폐(惡弊)를 막게 하는 등, 이들의 지식과 영향력을 지방행정상에 이용하게 되었는데, 태종 이전에 이미 유향소(留鄕所) 또는 향소(鄕所)라는 조직으로 고정되었다. 뒤에 중앙집권에 대립되는 기관이라 하여 이를 폐지한 적도 있었으나, 1488년(성종 19)에는 이를 개혁하여 좌수(座首)·별감(別監) 등의 임원을 두어 체제를 갖추었다. 그리고 특히 영안도(永安道:함경도)·평안도(平安道)에는 토관직(土官職)을 마련하여 지방 출신을 등용하는 제도도 있었다.
또 중앙집권의 확립과 지방분권(地方分權)의 방지를 위하여 지방관의 임기를 제한하여 일정한 기간이 되면 다른 곳으로 전직시킨 결과, 지방의 사정에 어두운 지방관은 자연히 그 지방의 사정에 밝은 서리에게 지방행정을 위임하게 되어 서리들에게 발호(跋扈)하는 요인을 만들기도 하였다. 한편 중앙에서도 비밀리에 관원을 파견하여 지방관의 잘잘못과 토호(土豪)들의 비행(非行), 백성들의 실태를 살폈는데, 이것은 뒤에 암행어사(暗行御史) 제도로 변하였다. 또 향소를 통하여 향약(鄕約)을 보급, 실시하게 하였으며, 이보다 소규모의 동양(洞約)·동계(同?)의 조직도 권장하는 한편, 이(里)·방(坊)의 밑에 오가작통(五家作統)의 조직을 만들어서 지방행정면에 여러 가지 실적을 남기기도 하였다.
고종 때의 갑오경장 이후로는 지방 제도도 매우 변동이 심하여서 1895년(고종 32)에는 종래의 행정구획을 모두 폐지하고 전국을 23부(府)로 나누고, 부·목·군·현 등은 모두 군(郡)으로 고쳐 각 부에는 관찰사, 그 밑의 수령으로는 군수(郡守)만을 두었다가 이듬해에는 23부를 13도(道)로 개편, 각 도에 관찰사를 두고 그 아래에 부윤(府尹)·목사(牧使)·군수(郡守) 등의 지방관을 배치하여 1910년 일제강점기까지 계속되었다.

## 체계 표
성종 때에 경국대전이 구비되어 정치제도가 안정되게 되었다. 본 표는 임진왜란과 병자호란으로 군사기구인 비변사가 의정부를 대신하기 전까지의 정치제도를 표현하였다.
|                                                                       |                                                                       | | | | |                                                                             |                                                                             |                     |                     |                                                                         |                                                                         | |      |  |      |      |  |  |
|                                                                       |                                                                       | | | | | 국왕                                                                        |                                                                             |                     |                     |                                                                         |                                                                         | |      |  |      |      |  |  |
|                                                                       |                                                                       | | | | |                                                                             |                                                                             |                     |                     |                                                                         |                                                                         | |      |  |      |      |  |  |
|                                                                       | 종친부                                                                | 종친부 | | | |                                                                             |                                                                             |                     |                     |                                                                         | 경연                                                                    | 경연 |      |  |      |      |  |  |
| 돈녕부                                                                |                                                                       | | | | |                                                                             |                                                                             |                     |                     |                                                                         | 경연                                                                    | 경연 |      |  |      |      |  |  |
| 충훈부                                                                |                                                                       | | | | |                                                                             |                                                                             |                     |                     |                                                                         |                                                                         | |      |  |      |      |  |  |
| 의빈부                                                                | 의빈부                                                                | | 의금부 | 의금부 | |                                                                             | 승정원                                                                      | 승정원              |                     |                                                                         |                                                                         | |      |  |      |      |  |  |
| 중추부                                                                |                                                                       | | 의금부 | 의금부 | |                                                                             | 승정원                                                                      | 승정원              |                     |                                                                         |                                                                         | |      |  |      |      |  |  |
|                                                                       |                                                                       | | | | |                                                                             |                                                                             |                     |                     |                                                                         |                                                                         | - 한성부 : 정2품 판윤 - 개성부 : 종2품 유수 - 각 도 감영 종2품 관찰사 - 각 부(관찰사와 동급) 종2품 부윤 - 각 도 군영 병영 병마절도사 수영 수군절도사 |      |  |      |      |  |  |
| 사헌부                                                                | 사헌부                                                                | | | 사간원 | 사간원 |                                                                             |                                                                             |                     |                     |                                                                         |                                                                         | |      |  |      |      |  |  |
| 사헌부                                                                | 사헌부                                                                | | | 사간원 | 사간원 |                                                                             |                                                                             |                     |                     |                                                                         |                                                                         | |      |  |      |      |  |  |
|                                                                       |                                                                       | | | | |                                                                             |                                                                             |                     |                     |                                                                         |                                                                         | |      |  |      |      |  |  |
| 내금위                                                                | 내금위                                                                | | | 오위도총부 | 오위도총부 |                                                                             |                                                                             |                     |                     |                                                                         |                                                                         | |      |  |      |      |  |  |
| 겸사복                                                                |                                                                       | | | 오위도총부 | 오위도총부 |                                                                             |                                                                             |                     |                     |                                                                         |                                                                         | |      |  |      |      |  |  |
|                                                                       |                                                                       | | | | |                                                                             |                                                                             |                     |                     |                                                                         |                                                                         | |      |  |      |      |  |  |
|                                                                       |                                                                       | | | | |                                                                             |                                                                             |                     |                     |                                                                         |                                                                         | |      |  |      |      |  |  |
|                                                                       | 의정부                                                                | | | | |                                                                             |                                                                             |                     |                     |                                                                         |                                                                         | |      |  |      |      |  |  |
|                                                                       |                                                                       | | | | |                                                                             |                                                                             |                     |                     |                                                                         |                                                                         | |      |  |      |      |  |  |
|                                                                       |                                                                       | | | | |                                                                             |                                                                             |                     |                     |                                                                         |                                                                         | |      |  |      |      |  |  |
| 이조                                                                  | 이조                                                                  | | 호조 | 호조 | | 예조                                                                        | 예조                                                                        |                     | 병조                | 병조                                                                    |                                                                         | 형조 | 형조 |  | 공조 | 공조 |  |  |
| ・ 충익부 ・ 내시부 ・ 상서원 ・ 종부시 ・ 사옹원 ・ 내수사 ・ 액정서 | ・ 충익부 ・ 내시부 ・ 상서원 ・ 종부시 ・ 사옹원 ・ 내수사 ・ 액정서 | ・ 내자시 ・ 내섬시 ・ 사도시 ・ 사섬시 ・ 군자감 ・ 제용감 ・ 사재감 ・ 풍저창 ・ 광흥창 ・ 전함사 ・ 평시서 ・ 사온서 ・ 의영고 ・ 장흥고 ・ 사포서 ・ 양현고 ・ 오부 | ・ 내자시 ・ 내섬시 ・ 사도시 ・ 사섬시 ・ 군자감 ・ 제용감 ・ 사재감 ・ 풍저창 ・ 광흥창 ・ 전함사 ・ 평시서 ・ 사온서 ・ 의영고 ・ 장흥고 ・ 사포서 ・ 양현고 ・ 오부 | ・ 홍문관 ・ 예문관 ・ 성균관 ・ 춘추관 ・ 승문원 ・ 통례원 ・ 봉상시 ・ 교서관 ・ 내의원 ・ 예빈시 ・ 장악원 ・ 관상감 ・ 전의감 ・ 사역원 ・ 세자시강원 ・ 종학 ・ 소격서 ・ 종묘서 ・ 사직서 ・ 빙고 ・ 전생서 ・ 사축서 ・ 혜민서 ・ 도화서 ・ 활인서 ・ 귀후서 ・ 사학 ・ 문소전 ・ 연은전 ・ 경기 능전 | ・ 홍문관 ・ 예문관 ・ 성균관 ・ 춘추관 ・ 승문원 ・ 통례원 ・ 봉상시 ・ 교서관 ・ 내의원 ・ 예빈시 ・ 장악원 ・ 관상감 ・ 전의감 ・ 사역원 ・ 세자시강원 ・ 종학 ・ 소격서 ・ 종묘서 ・ 사직서 ・ 빙고 ・ 전생서 ・ 사축서 ・ 혜민서 ・ 도화서 ・ 활인서 ・ 귀후서 ・ 사학 ・ 문소전 ・ 연은전 ・ 경기 능전 | ・ 오위 ・ 훈련원 ・ 사복시 ・ 군기시 ・ 전설사 ・ 세자익위사 ・ 세손위종사 | ・ 오위 ・ 훈련원 ・ 사복시 ・ 군기시 ・ 전설사 ・ 세자익위사 ・ 세손위종사 | ・ 장례원 ・ 전옥서 | ・ 장례원 ・ 전옥서 | ・ 상의원 ・ 선공감 ・ 수성금화사 ・ 전연사 ・ 장원서 ・ 조지서 ・ 와서 | ・ 상의원 ・ 선공감 ・ 수성금화사 ・ 전연사 ・ 장원서 ・ 조지서 ・ 와서 | |      |  |      |      |  |  |

## 같이 보기
- 조선
- 조선의 정치제도
- 조선의 행정 구역